# Triphyllozoon hirsutum
Triphyllozoon hirsutum är en mossdjursart. Triphyllozoon hirsutum ingår i släktet Triphyllozoon och familjen Phidoloporidae.
Artens utbredningsområde är Röda havet. Inga underarter finns listade i Catalogue of Life.